# Кост, Екатерина Андреевна
Екатерина Андреевна Кост (1888 — 1975) — советский учёный-гематолог, доктор медицинских наук (1952), профессор (1953). Заслуженный врач РСФСР (1947).

## Биография
Родилась в 1888 году в Москве.
В 1913 году окончила медицинский факультет Московских высших женских курсов.
С 1914 года работала ординатором, а с 1921 года — ассистентом госпитальной терапевтической клиники Второго МГУ. С 1943 года — заведующий кафедрой клинической лабораторной диагностики ЦИУВ. В 1952 году защитила докторскую диссертацию на тему: «Гипо- и гиперпластические процессы при заболеваниях кроветворного аппарата», в 1953 году получила звание — профессора.
Е. А. Кост опубликовала свыше 80 научных работ и 5 монографий, посвященных изучению геморрагических диатезов, гипо- и апластических процессов кроветворения и организации лабораторного дела
Е. А. Кост с 1955 года являлась организатором и ответственным редактором журнала «Лабораторное дело» (1955—1969), с 1938 года — председателем лабораторной комиссии Комитета по внедрению новой медицинской техники Министерство здравоохранения СССР, с 1947 года — председателем Всесоюзного научного общества врачей-лаборантов, с 1966 года — почётным членом научного общества по клинической лаборатории Болгарии. Е. А. Кост была редактором редакционного отдела «Внутренние болезни» во 2-м издании БМЭ.

## Награды
- Два Ордена Ленина
- Орден Знак Почёта

### Звания
- Заслуженный врач РСФСР (1947)